# Arvicanthis neumanni
Il ratto dei prati di Neumann (Arvicanthis neumanni  Matschie, 1894) è un roditore della famiglia dei Muridi diffuso nell'Africa orientale.

## Descrizione
Roditore di medie dimensioni, con la lunghezza della testa e del corpo tra 106 e 204 mm, la lunghezza della coda tra 100 e 152 mm, la lunghezza del piede tra 23 e 32 mm, la lunghezza delle orecchie tra 13 e 17 mm e un peso fino a 120 g.

Le parti superiori sono marrone scuro, cosparse di molti peli nerastri. Le parti inferiori sono più chiare. Le orecchie sono rossicce. Il dorso delle zampe è bruno-giallastro. Sono presenti degli anelli bruni intorno agli occhi. La coda è più corta della testa e del corpo, marrone scuro sopra, bruno-grigiastra sotto, ricoperta densamente di piccoli peli e con circa 20 anelli di scaglie per centimetro. Il cariotipo è 2n=62 FN=66-67 negli esemplari dell'Etiopia, mentre 2n=53-54 FN=62 in quelli della Tanzania.

## Biologia

### Comportamento
È una specie terricola.

### Riproduzione
In Tanzania le femmine partoriscono 4-11 o 1-9 piccoli per volta.

## Distribuzione e habitat
Questa specie è diffusa nell'Etiopia orientale, nella Somalia occidentale, nella Tanzania centrale e settentrionale e nel Kenya meridionale
Vive nelle Savane secche fino a 1.000 metri di altitudine.

## Conservazione
La IUCN Red List, considerato il vasto areale e la popolazione numerosa, classifica A.neumanni come specie a rischio minimo (Least Concern).